# Церковь Святой Екатерины в Екатерингофе
Храм святой великомученицы Екатерины — утраченный православный храм в Санкт-Петербурге, располагавшийся в парке Екатерингоф. Первый крупный проект, осуществлённый Константином Тоном в русско-византийском стиле. Построен в 1831—1837 годах, разрушен коммунистами в 1929 году.

## История создания
Ещё при Петре Первом, в 1707—1721 годы, в Екатерингофе существовала деревянная церковь в честь святой великомученицы Екатерины. Другой храм, также деревянный, был построен в 1784 году вблизи здания Калинкинской больницы.

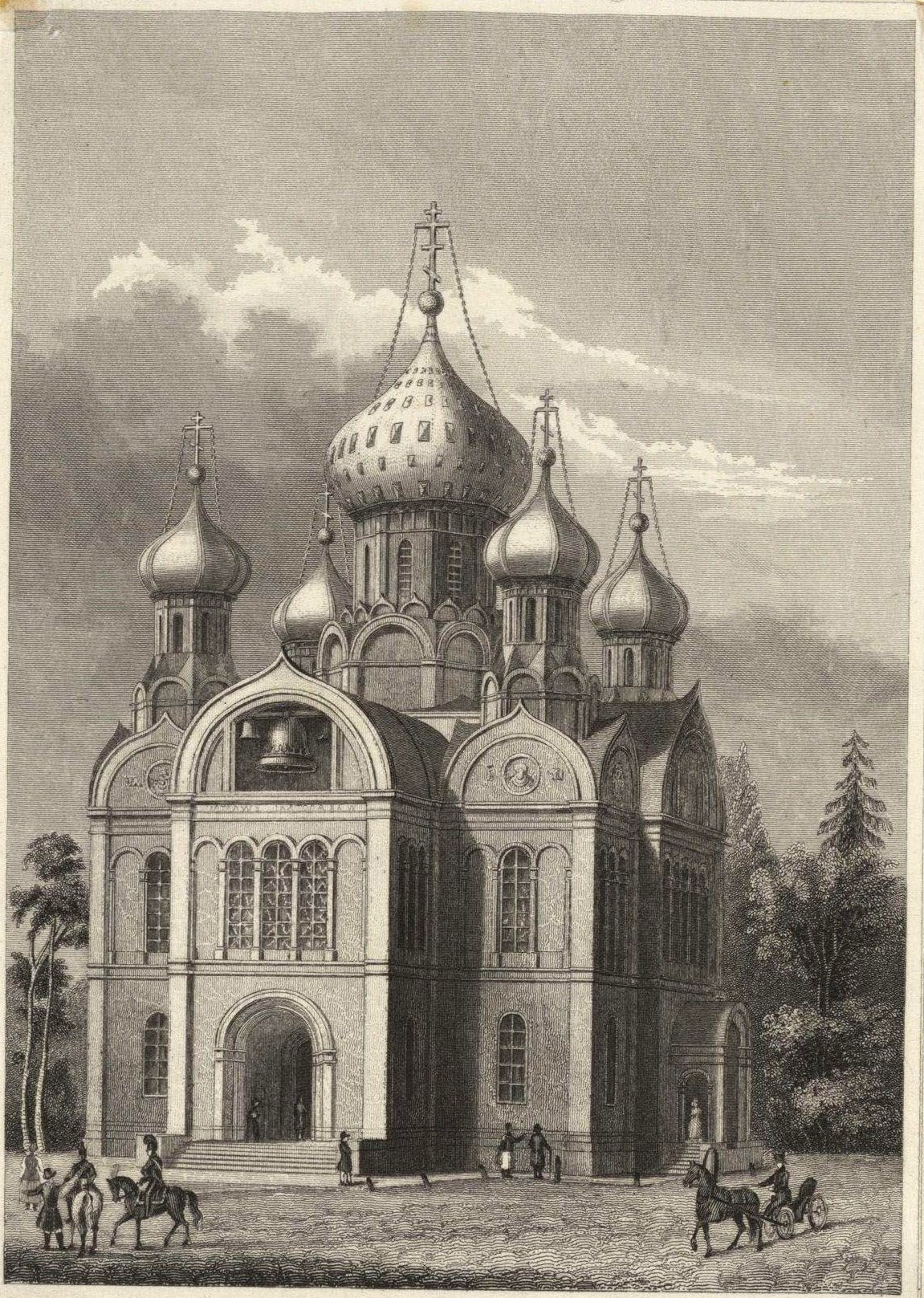
Церковь св. Екатерины (Екатерингофская).
Гравюра 1834 г.

В 1826 году императором Николаем I был объявлен конкурс на проект нового храма. Лучшим был признан проект архитектора Константина Тона, выполненный в новом и оригинальном для того времени русско-византийском стиле. Строительство велось с 1831 на средства прихожан и было закончено в 1837 году.

## Описание
Монументальный храм с традиционным крупным пятиглавием имел главный алтарь в честь святой великомученицы Екатерины, а также два придела: северный — мученицы Александры и южный — святителя Николая Чудотворца. Храм был обнесен решеткой, на углах которой находились часовни. Иконостас выполнен новгородским иконописцем Чистяковым. Колокольня храма построена по проекту архитектора Василия Дорогулина в 1871—1873 годах. До сегодняшнего дня сохранился храм-близнец, Троицкая церковь, построенная в 1845—1857 годах по проекту Константина Тона в городе Яранске Вятской губернии.

## Функционирование
В 1873 году при церковной общине существовало Общество вспоможения бедным. 1874 год — при храме открыта богадельня для бедных. В 1875 году открыт детский приют.
В 1918 году настоятелем храма был назначен протоиерей Александр Васильев.
В 1929 году здание храма снесено. На его месте построен кинотеатр «Москва».